# Arzl im Pitztal
Arzl im Pitztal est une commune autrichienne du district d'Imst, dans le Tyrol.

## Personnes liées à la commune
- Benjamin Raich, skieur alpin né à Arzl im Pitztal.
- Le groupe de rock Mother's Cake est originaire de la commune.